# Христо Грозев
Христо Грозев е български разследващ журналист, медиен експерт и медиен инвеститор.

## Биография
Христо Грозев е роден на 20 май 1969 г. в град Пловдив.
От началото на 21-ви век до края на 2022 г. живее и работи основно във Виена, Австрия. Той работи върху заплахите за сигурността, трансграничните тайни операции и информацията, ползвана като оръжие.
През 2019 г. е отличен с European Press Prize на Фонда за европейска журналистика (заедно с Румен Доброхотов и Даниел Ромейн) за разследването на самоличността на заподозрените за отравянето на Сергей и Юлия Скрипал с химикала „Новичок“ през 2018 г. в Обединеното кралство.
Към 2022 г. е водещ следовател с фокус върху Русия и изпълнителен директор на основаната през 2014 г. разследваща журналистическа агенция Белингкат. Грозев е известен с това, че разследва чрез използването на открити източници, социални медии и други свободно достъпни за обществеността данни (вж. OSINT).
Важни примери от работата му са идентифициранията относно:
- двама висши руски офицери, свързани със свалянето на полет 17 на Малайзийските авиолинии[11][12] през 2014 г.
- служители на ГРУ, участващи в заговора за преврат в Черна гора през 2016 г.[13][14]
- трима заподозрени за отравяне на Сергей и Юлия Скрипал[15] през 2018 г.[7]
- отравянето на Алексей Навални през 2020 г.[16]

От началото на руското нападение над Украйна през 2022 г. Грозев използва цифрови инструменти с отворен код, за да документира военните престъпления на Русия и други зверства, извършени по време на войната.
В края на 2022 г. Грозев е обявен за федерално издирване от Руската федерация. В информация, публикувана на сайта на руското министерство на вътрешните работи, се казва, че той е „издирван по член от Наказателния кодекс“, без да се уточнява коя е разпоредбата, за чието нарушаване е подведен под отговорност. Самият Грозев коментира, че руските власти от години дават да се разбере, че се страхуват от работата на разследващите журналисти като него и „не биха се спрели пред нищо, за да я накарат да изчезне“. Месец по-късно Грозев обявява, че не смята да се връща в Австрия, където е живял през последните две десетилетия, тъй като се страхува за сигурността си. В публикация на австрийското издание Falter под заглавие „Човекът, преследван от убийците на Путин“ е цитирано негово твърдение, според което във Виена има много руски агенти.
През 2022 г. Грозев е сред главните действащи лица в документалния филм „Навални“, който се фокусира върху събитията около отравянето на Алексей Навални през 2020 г. и съвместната работа на двамата, в резултат на която са идентифицирани агентите на Федералната служба за сигурност на Руската федерация, участвали в отравянето. През февруари 2023 г. „Навални“ печели наградата за най-добър документален филм на Британската академия за филмово и телевизионно изкуство. В речта си при получаването на статуетката създателите на филма изказват благодарност и посвещават наградата на Грозев, който не присъства на церемонията. В съобщение, което публикува в своята профилна страница в Twitter, Грозев обявява, че му е "забранено" да присъства на връчването на наградите в Лондон, защото представлява "риск за сигурността".
Той е показан премиерно на голям екран в България на 27 септември 2022 г. в кино „Люмиер“ в София. След края на прожекцията се състои дискусия с Христо Грозев на живо в залата на киното. През 2023 г. филмът печели „Оскар“ за „най-добър документален филм“.